# Saint-Noël
Saint-Noël är en bykommun (municipalité de village) i provinsen Québec i Kanada. Den ligger i regionen Bas-Saint-Laurent, i den östra delen av landet, 700 km nordost om huvudstaden Ottawa.